# 梵天寺经幢
梵天寺经幢位于中国浙江省杭州市上城区凤凰山东麓梵天寺路，为原梵天讲寺遗物，北宋乾德三年（965年）吴越国王钱俶重建南塔寺时所建。2001年被列为第五批全国重点文物保护单位。
梵天寺经幢共有一对，相距十余米，两者形制相同，高15.76米，幢身八面，雕刻精美。

## 图片
- 全景
- 南经幢
- 北经幢